# Furir
Furir (förkortning: fu) är en militär grad som funnits i den svenska försvarsmakten i olika former sedan 1500-talet.
Från 1 oktober 2019 har graden ersatt sergeant
*  (OR 5:1).
Graden är mellan korpral och överfurir. För att kunna bli befordrad till furir måste soldaten/sjömannen utöver att vara lämplig också  ha jobbat i minst ett år som korpral.

## Gradbeteckningar 2019-

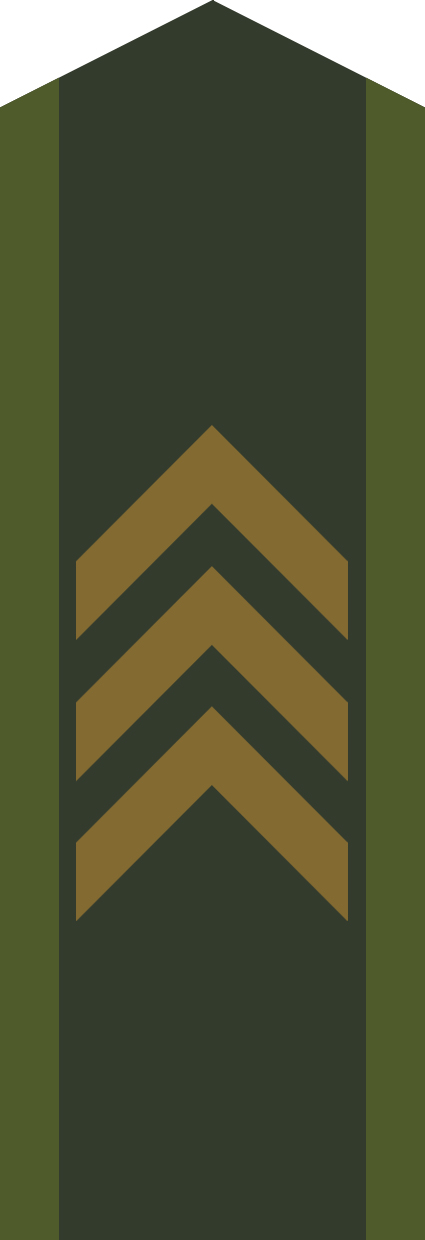
Armén (fältuniform)
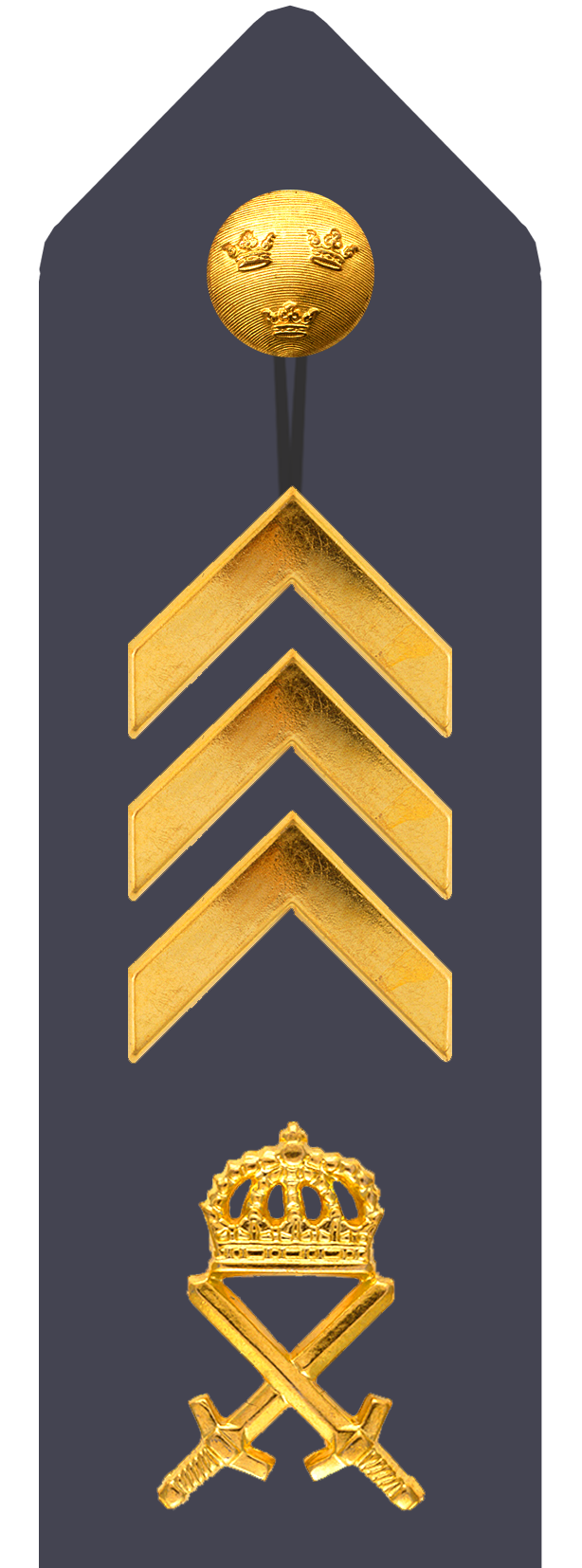
Armén (uniform m/87)
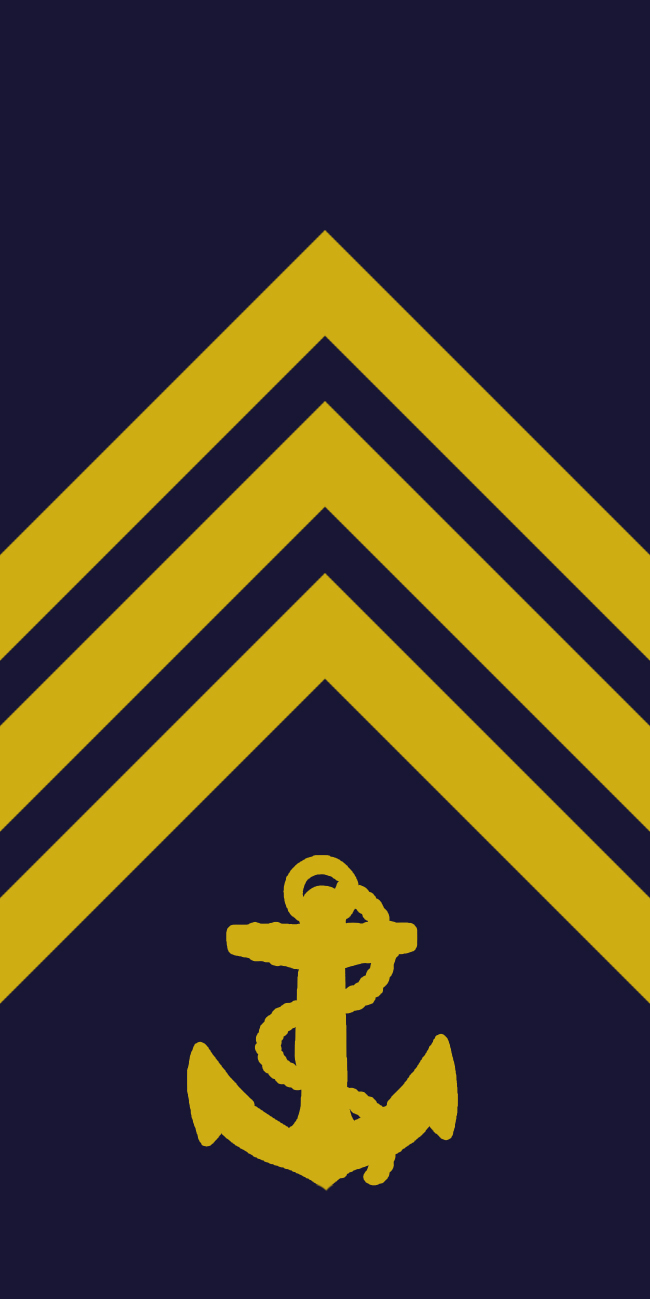
Flottan (m/90 L/SSD 93) (ankaret ska inte ha tross)
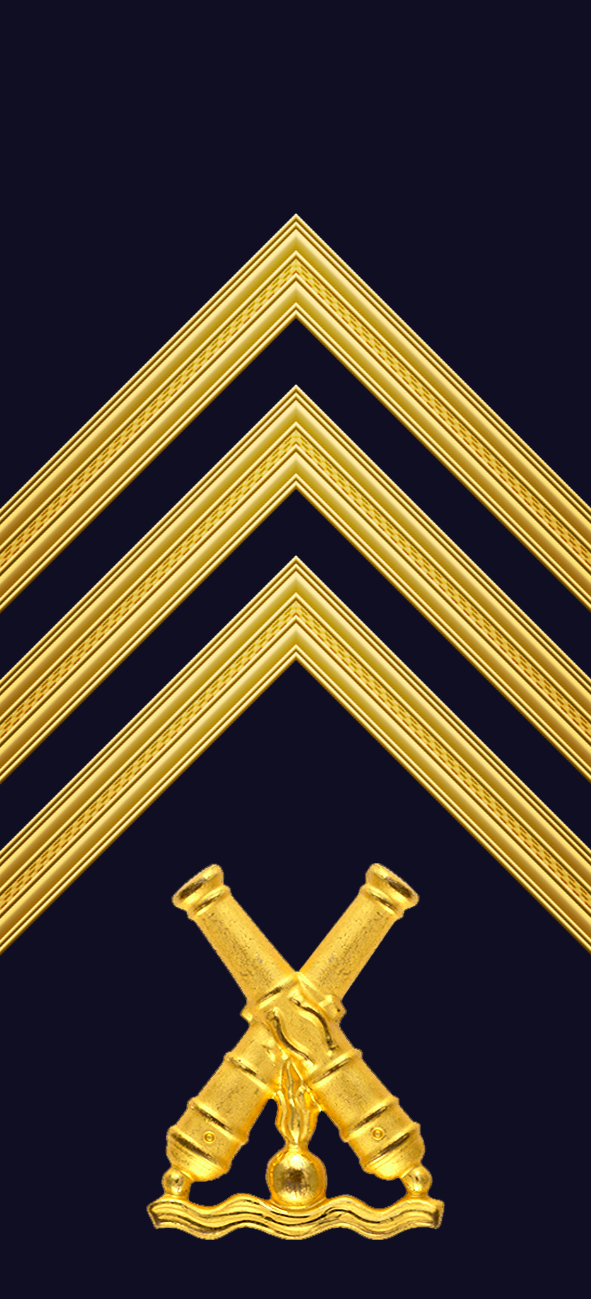
Amfibiekåren (uniform m/87)
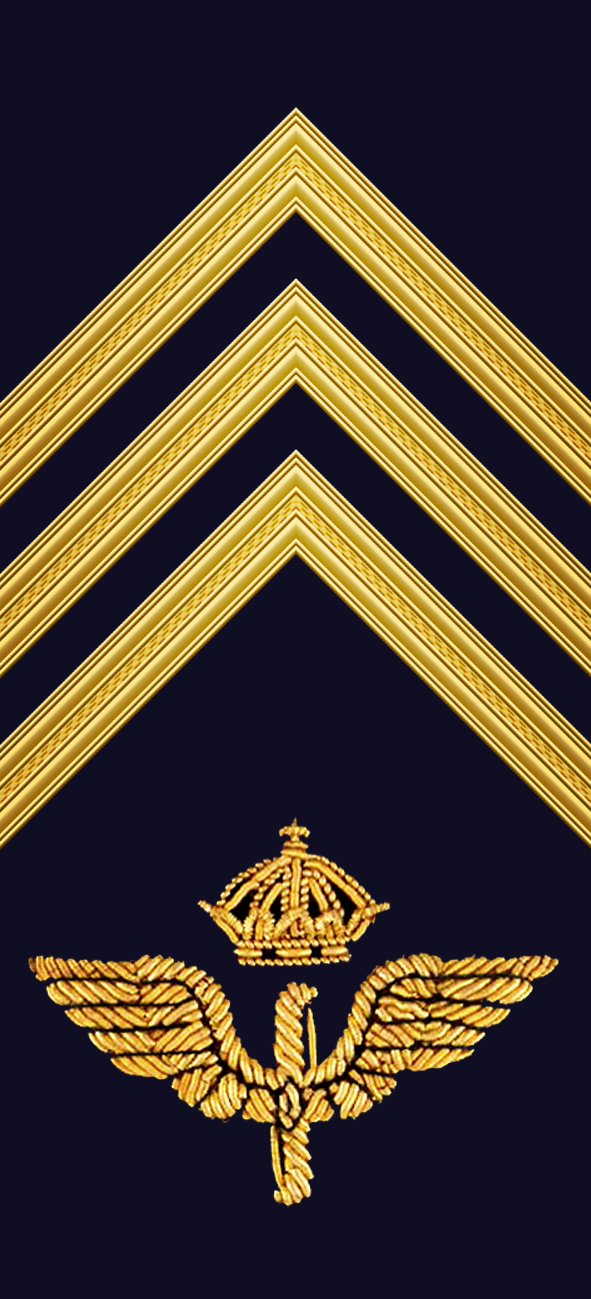
Flygvapnet (uniform m/87)

## Etymologi
Ordet furir kommer från franskans fourrier, "den som utfodrar", från feurre, halm. Verbet furera från 1500/1600-talet innebär att man sörjer för inkvartering, ofta genom att resa i förväg för att ordna logi åt någon (jämför: hovfurir). Har även benämnts förridare. Furiren som underofficer biträddes av så kallade furirskyttar, hämtat från äldre tyskans furierschütze.

## Underofficer (1500-tal till 1875)
Furir var sedan 1500-talet den underofficer som vid sidan av sitt taktiska befäl skulle handha underhållstjänsten inom kompaniet. Detta kunde vara att förbereda och ombesörja ett kompanis inkvartering och förplägnad. Furiren biträddes då av särskilda soldater, så kallade furirskyttar. Vid befälsreformen 1833/37 blev furir den lägsta underofficersgraden. År 1875 blev furirer sergeanter (av andra löneklassen).

## Underbefäl (1914 till 2008)
Från 1914[källa behövs] benämndes högsta underbefälsgraden furir. Den hette tidigare distinktionskorpral i armén eller förste konstapel i artilleriet. Furirerna blev 1972 överfurirer, medan korpralerna blev furirer. Vid befälsreformen 1983 blev furirerna överfurirer, medan överfurirerna blev sergeanter. Graden användes av värnplikts- och hemvärnsbefäl som gruppchefer eller ställföreträdande gruppchefer.
Graden fanns kvar ända fram till sista december 2008 innan det nya tvåbefälssystemet trädde i kraft 1 januari 2009. Furirerna blev då sergeanter (OR-5) och fick tre vinklar som gradbeteckning.

### Gradbeteckning 1914–2008
Furir infördes när uniform m/1910 var aktuell och bar samma gradbeteckning som den tidigare distinktionskorpralen. Gradbeteckningen bestod då av en guldgalon runt axelklaffen. Först till uniform m/1923 fick furiren tre stolpar på kragen. Sedan dess har gradbeteckningen för furir varit tre stolpar till alla uniformssystem fram till slutet av 2008.

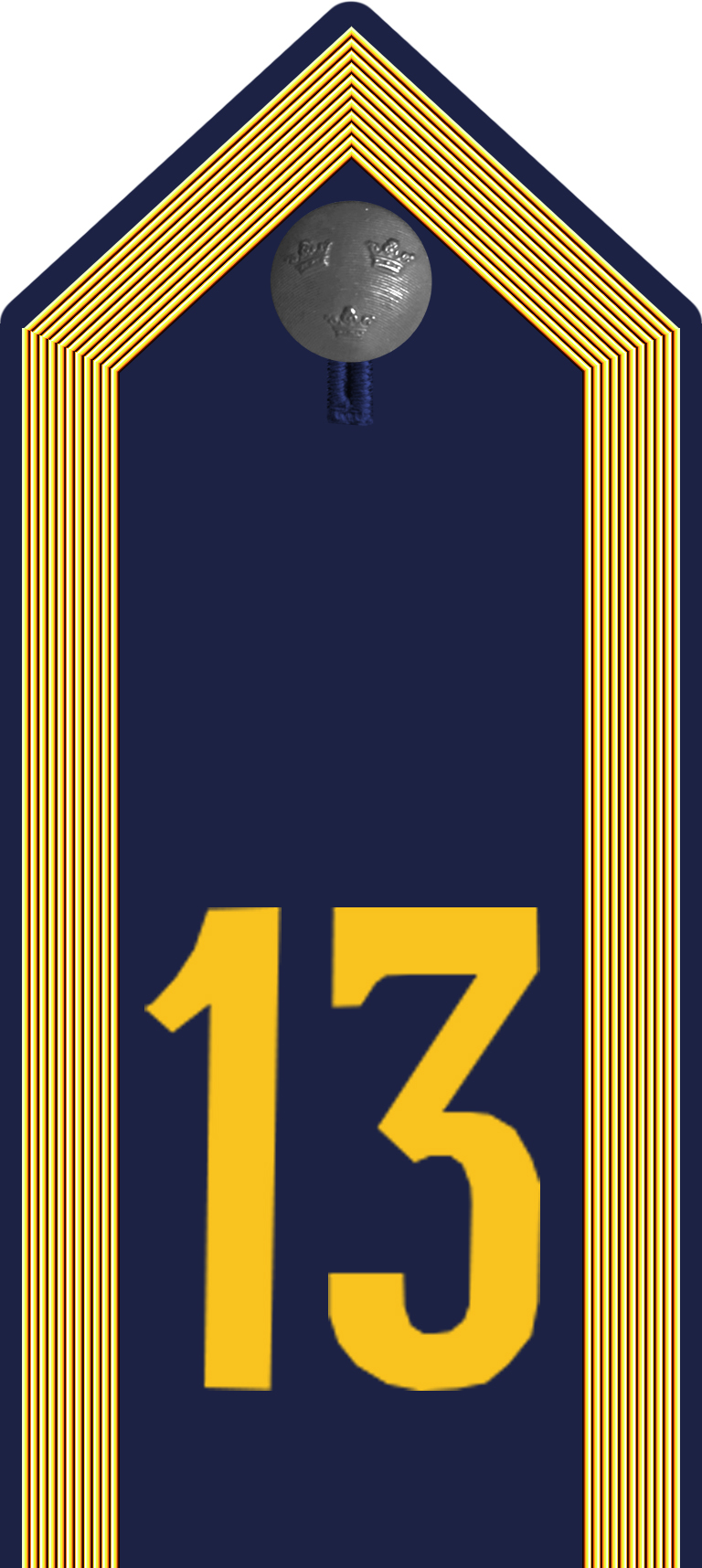
Uniform m/1910
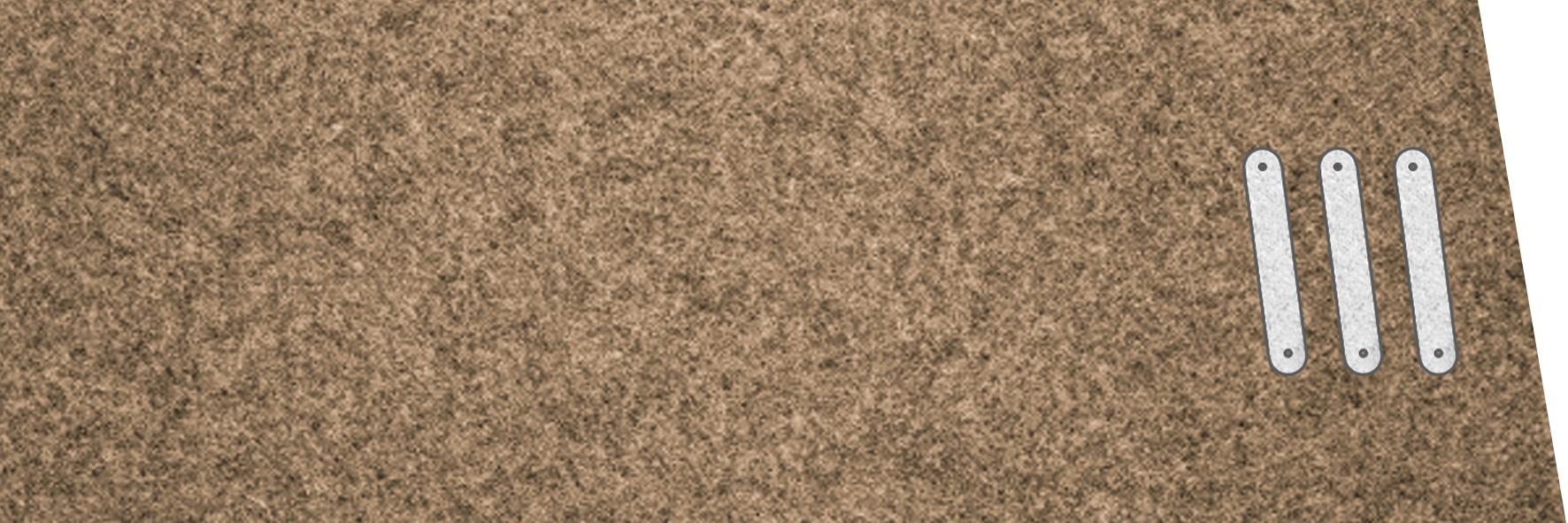
Uniform m/1923
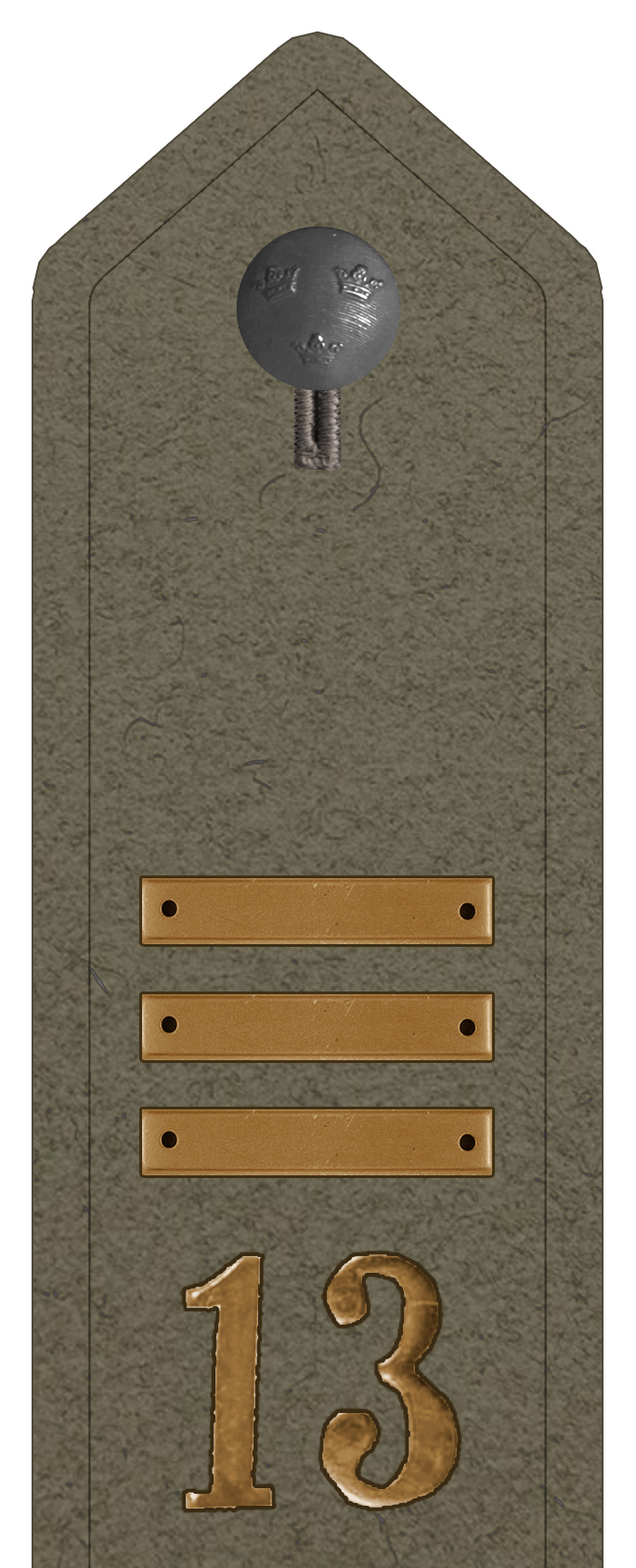
Uniform m/1939
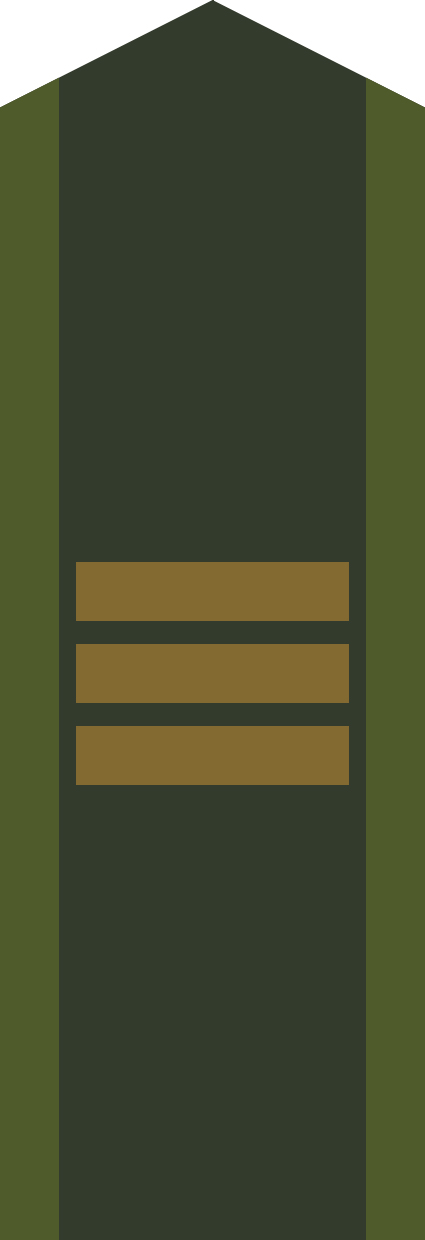
Kragspegel m/1958

## Internationell jämförelse
Än idag är Fourier en tjänstegrad för kompanikvartermästare i den schweiziska armén, motsvarande en svensk underofficer eller specialistofficer. Furirens motsvarigheter i andra länder är enligt tabellen nedan.
|  | Land/Försvarsmakt                   | Grad                                          | Gradbeteckning |
|  | ----------------------------------- | --------------------------------------------- | -------------- |
|  | USA:s armé                          | Corporal Sergeant                             |                |
|  | Brittiska armén                     | Corporal                                      |                |
|  | Bundeswehr (Tysklands försvarsmakt) | Unteroffizier                                 |                |
|  | Franska armén                       | Sergent (underofficer) Caporal-Chef (manskap) |                |
|  | Danmarks armé                       | Sergent                                       |                |
|  | Finlands armé                       | Undersergeant Sergeant                        |                |
|  | Norges armé                         | Sersjant                                      |                |
|  | Portugals armé                      | Furriel Segundo-furriel                       |                |